# Nil Hahoutoff
Youri Hahoutoff, dit Nil Hahoutoff (2 juillet 1907, Tbilissi-17 octobre 1982, Paris) est un sportif russe originaire de Géorgie, connu pour avoir mis au point une lignée ou méthode de Yoga à laquelle son nom a été donné : méthode Nil Hahoutoff, et qui est toujours enseignée aujourd'hui à l'École Française de Yoga (EFY) par les élèves de Patrick Tomatis et Philippe de Fallois.

## Biographie
En 1917, à la suite de la révolution russe, il fut contraint de fuir la Russie pour la France.
Après avoir pratiqué la course de vitesse, la gymnastique sportive, le trapèze volant et la danse (dont il fera son métier jusqu'en 1939), il a rencontré en 1925 HIran Moy Chandra Gosh, un Indien alors âgé de près de 80 ans, qui lui aurait appris le yoga pendant dix ans.
Il a mis au point une méthode mélangeant yoga et techniques gymniques, réputée assez physique, qui se distingue notamment par un échauffement identique à chaque séance, que suivent les postures traditionnelles de yoga et les exercices de respiration.
Nil Hahoutoff fut en 1972 l'un des cofondateurs de l’Union européenne de yoga (UEY), aux côtés de Claude Peltier, Roger Clerc, André Van Lysebeth et Hug,.
Il a contribué, à partir de la fin des années 1950, à la revue La Nouvelle Hygiène, dans la rubrique "Gymnastique", publiant des articles et des exercices. Ces exercices ont été rassemblés et publiés au Courrier du livre, sous le titre de Gymnastique évolutive pour tous, d'abord en 1962 (avec 36 exercices), puis en 1979 (86 exercices).
Les Carnets du yoga, revue publiée par l'Union nationale de yoga, lui ont consacré un numéro hommage (n° 219, octobre-novembre 2002), à l'occasion des vingt ans de sa disparition. On y retrouve deux de ses articles parus dans La Nouvelle Hygiène ("Point de vue sur le yoga" et "Le problème sexuel vu de haut"), un exposé qu'il avait donné en 1979 et les témoignages de beaucoup de ses élèves et amis, parmi lesquels Philippe de Fallois, Ysé Tardan-Masquelier et Patrick Tomatis [1947-2025].